# Refuge Nacamuli au col Collon
Le refuge Nacamuli au col Collon se trouve dans le haut Valpelline.

## Histoire
Il a été bâti en 1928 et appelé tout simplement Col Collon. Il a été complètement restauré en 1994 et a été dédié à Alessandro Nacamuli, un alpiniste de la section de Turin du Club alpin italien.
En raison de sa position, tout près du col Collon, reliant la vallée d'Aoste et le canton du Valais, dans le passé il a souvent été utilisé comme étape par les contrebandiers.

## Accès
Le départ du sentier est près du lac de Place-Moulin (1 980 mètres). On côtoie le lac et on remonte le vallon à gauche qui mène droit au col Collon.

## Ascensions
- Pointe Kurz - 3 498 mètres
- Pic d'Oren - 3 532 mètres
- L'Évêque - 3 716 mètres
- Mont Brûlé - 3 538 mètres
- Pic Vannette - 3 361 mètres

## Traversées
- Refuge Aoste - 2 781 mètres
- Cabane des Vignettes - 3 160 mètres (canton du Valais)

Ce refuge se trouve sur le parcours du Tour du Cervin.